# Demi (album)
Demi este al patrulea album al cantaretei americane Demi Lovato lansat pe 14 mai 2013. Inca de la lansare ,albumul a primit critici favorabile. Albumul a debutat pe locul 3 in U.S. Billboard 200 in prima saptamana vanzandu-se 110.000 exemplare, devenind astfel cel mai bine vandut album al artistei. Primul single de pe acest album "Heart Attack" a debutat ca numarul 12 in U.S. Billboard 10

## Munca la album
Scrierea pieselor de pe album a inceput in aprilie 2012 pe cand inregistrarea lor a inceput un an mai tarziu cand Lovato facea parte din juriul concursului 'The X Factor" versiunea americana.
Potrivit lui Demi Lovato albumul va "furniza inspiratie pentru toate fetele care trec prin aceleasi probleme prin care am trecut si eu"

## Lista pieselor
| Nr. | Titlu                                          | Durată |
| --- | ---------------------------------------------- | ------ |
| 1   | Heart Attack                                   | 3:31   |
| 2   | Made in USA                                    | 3:16   |
| 3   | Without the Love                               | 3:55   |
| 4   | Neon Lights                                    | 3:53   |
| 5   | Two Pieces                                     | 4:25   |
| 6   | Nightingale                                    | 3:36   |
| 7   | In Case                                        | 3:34   |
| 8   | Realy Don't Care (în colaborare cu Cher Lloyd) | 3:21   |
| 9   | Fire Starter                                   | 3:24   |
| 10  | Something That We're Not                       | 3:17   |
| 11  | Never Been Hurt                                | 3:56   |
| 12  | Shouldn't Come Back                            | 3:49   |
| 13  | Warrior                                        | 3:51   |